# Анна Перенна

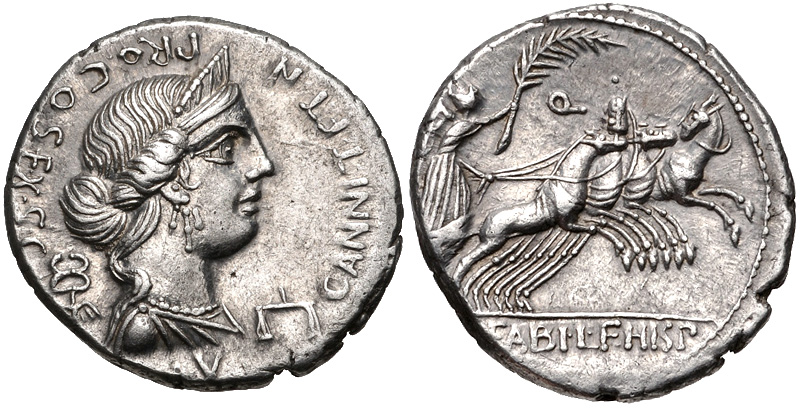

Анна Перенна (лат. Anna Perenna от annus — «год» и perennis — «вечный, непрерывный, длящийся») — в римской мифологии богиня наступающего нового года.
По римскому календарю празднество приходилось на мартовские Иды (15 марта). В этот день государственные и частные лица приносили жертвы в честь богини, молили ut annare perennareque commode liceat. На Марсовом поле устраивались празднества. На берегу Тибра ставили шалаши из молодой зелени, и, располагаясь в них или под открытым небом, люди обнимались, много пили, пели смешные и непристойные песенки. Существует обряд сожжения Анна Перенны в образе противной старухи, до сих пор сохранившийся в древних городах Италии.
Происхождение богини неясно. Имеется мнение, что она возникла из верований неких неиндоевропейских народов, населявших полуостров до прибытия на него латинов, умбров, иллирийцев и греков.
Анну Перенну считают одним из воплощений Луны, она наполняет год отрезками — месяцами. Луна или Диана считалась женской ипостасью Януса.
Овидий выводит три мифа, связанных с Анной Перенной:
1. Анна Перенна отождествлялась с сестрой Дидоны по имени Анна. Она любила Энея и прибыла к нему из Карфагена в Италию. Спасаясь от гнева его жены Лавинии, попросила покровительства у речного бога Нумия, утопилась в реке Нумиция и стала нимфой этой реки под именем Перенна. В марте река становилась полноводной.
2. На заре Римской империи плебеи боролись с патрициями за свои права. В результате простой народ оставил город, удалился на Священную гору и голодал. Старуха Анна ежедневно приносила ему из предместья Бовилль множество свежеиспеченного хлеба. В её честь и был установлен культ.
3. К богине Анне Перенне, которая была глубокой старухой, обратился Марс и попросил помочь добиться благосклонности юной и чистой Минервы. Анна пообещала. Через некоторое время Минерва действительно явилась к Марсу, одетая, как невеста. Марс бросился её целовать, покровы спали и перед ним предстала Анна, которая начала высмеивать Марса, не слишком выбирая выражения. В её честь римские девушки пели 15 марта непристойные песни:

С этих-то пор и поют в честь Анны нескромные шутки:

Весело вспомнить, как бог мощный был так проведен.— Ovid. Fast., HI, 695—696. Пер. Ф. Петровского.